# Huella peptídica
La huella peptídica o PMF (del inglés Peptide mass fingerprinting), es una técnica analítica de identificación de proteínas desarrollada en 1993 por varios equipos de investigación de forma independiente. En este método, la proteína desconocida en estudio se hidroliza por acción de proteasas específicas de secuencia (generalmente la tripsina) en pequeños péptidos cuyas masas absolutas pueden determinarse mediante un espectrómetro de masas acoplado al detector adecuado, como el MALDI-TOF o el ESI-TOF. Las masas obtenidas son comparadas con una base de datos biológica de proteínas cuya secuencia se conoce o bien de información genómica, esto es, mediante un enfoque in silico. Para este menester se emplean herramientas de software capaces de traducir las secuencias nucleotídicas del genoma, depositadas en la base de datos, a secuencias de aminoácidos (esto es, los componentes de las proteínas); luego, se corta teóricamente la secuencia de la cadena polipeptídica y se calculan las masas absolutas de los péptidos obtenidos. La ulterior comparación entre huella de tamaños de péptidos obtenida con las depositadas en la base de datos permite asociar estadísticamente la proteína desconocida con la más semejante de la base de datos (asociación que puede ser de identidad). La mayoría de las bases de datos asumen que la proteína está constituida de un solo péptido, lo que supone una desventaja.
Para el uso de la técnica de la huella peptídica debe disponerse de la proteína pura, o, de existir mezclas de dos o tres, debe acoplarse un MS/MS adicional. Como paso preparativo, el aislamiento de la proteína de interés suele realizarse mediante electroforesis en gel bidimensional o mediante electroforesis SDS-PAGE. Los análisis adicionales mediante MS/MS pueden ser directos, generalmente mediante MALDI-TOF/TOF o nanoLC-ESI-MS/MS análisis de los elementos recortados del gel de electroforesis bidimensional.